# ادی اروین
ادموند اروین جونیور (انگلیسی: ‎Edmund Irvine Jr.‎؛ زادهٔ ۱۰ نوامبر ۱۹۶۵ در نیوتاوناردز، شهرستان داون) رانندهٔ سابق مسابقات اتومبیل‌رانی اهل بریتانیا است که از فصل ۱۹۹۳ تا ۲۰۰۲ در مجموع در ۱۴۸ گراند پری از مسابقات جهانی فرمول یک شرکت کرد.
اروین در طول دوران فعالیت خود در فرمول یک در ۱ مسابقه موفق شد سریع‌ترین زمان طی یک دور پیست را به نام خود ثبت کند. او در این مسابقات ۲۶ بار بر روی سکو رفت، مجموعاً ۴ بار به پیروزی دست یافت و ۱۹۱ امتیاز را به نام خود به‌ثبت رساند.